# Ray Lazdins
Raymond Lazdins (ur. 25 września 1964 w Hamilton) – kanadyjski lekkoatleta, dyskobol.

## Kariera sportowa
Zdobył srebrny medal w rzucie dyskiem na Igrzyskach Konferencji Pacyfiku w 1985 w Berkeley oraz zajął 6. miejsce na uniwersjadzie w 1985 w Kobe.
Zwyciężył w tej konkurencji na igrzyskach Wspólnoty Narodów w  1986 w Edynburgu, przed Australijczykami Paulem Nandapim i Wernerem Reitererem. Zajął 6. miejsce na igrzyskach panamerykańskich w 1987 w Indianapolis. Odpadł w kwalifikacjach na mistrzostwach świata w 1987 w Rzymie oraz na igrzyskach olimpijskich w 1988 w Seulu.
Zdobył srebrny medal na igrzyskach frankofońskich w 1989 w Casablance. Zajął 6. miejsce na igrzyskach Wspólnoty Narodów w  1990 w Auckland. Odpadł w kwalifikacjach na mistrzostwach świata w 1991 w Tokio, na igrzyskach olimpijskich w 1992 w Barcelonie oraz na mistrzostwach świata w 1993 w Stuttgarcie. Na igrzyskach Wspólnoty Narodów w  1994 w Victorii zajął 7. miejsce. 
Dziewięciokrotnie był mistrzem Kanady w rzucie dyskiem w latach 1986–1994.
22 maja 1991 w Salinas Lazdins ustanowił rekord Kanady rzutem na odległość 65,72 m. Rekord ten przetrwał do 1998.